# Проблем три тела (роман)
Проблем три тела (кин: 三体) је први роман трилогије Беседе о Земљиној прошлости кинеског књижевника Љуа Цисина. Објављен је 2008. године у Кини, односно 2019. у Србији. Приказује измишљену прошлост, садашњост и будућност у којој се Земља сусреће са ванземаљском цивилизацијом из оближњег система од три звезде налик Сунцу које круже једна око друге, репрезентативан пример проблема три тела у орбиталној механици.
Почетком 2023. приказана је кинеска серија Три тела. У марту 2024. приказана је америчка серија Проблем 3 тела, настала по роману.